# Pitcairnia haughtii
Pitcairnia haughtii är en gräsväxtart som beskrevs av Lyman Bradford Smith. Pitcairnia haughtii ingår i släktet Pitcairnia och familjen Bromeliaceae. Inga underarter finns listade i Catalogue of Life.